# Анавгайские источники
Анавгайские источники — минеральные источники в центре полуострова Камчатка.
Расположены в окрестностях села Анавгай, в долине реки Быстрой на 180 метров вдоль подножия пятиметрового уступа террасы. Температура источников от 22 до 65 °C. Состав воды минеральных источников сульфатный кальциево-натриевый с общей минерализацией 0,7-1,3 г/л. В воде содержатся в небольшом количестве кремнекислота (0,074 г/л), мышьяк, бор.
На этом геотермальном месторождении и в его окрестностях было пробурено 11 скважин глубиной от 480 до 810 м. Скважины вскрыли горячие воды с температурой 69 °C, все они с самоизливом и с дебитами выше 10 л/сек.